# Renault Type AL
Der Renault Type AL war ein frühes Personenkraftwagenmodell von Renault. Er wurde auch 8 CV genannt.

## Beschreibung
Renault stellte dieses Modell nur im Jahre 1907 her. Es war eine Abwandlung des Renault Type AG. Ähnlich war der Renault Type AN.
Ein wassergekühlter Zweizylindermotor mit 75 mm Bohrung und 120 mm Hub leistete aus 1060 cm³ Hubraum 8 PS. Die Motorleistung wurde über eine Kardanwelle an die Hinterachse geleitet. 
Bei einem Radstand von 262 cm und einer Spurweite von 126 cm war das Fahrzeug 360 cm lang, 155 cm breit und 215 cm hoch. Das Fahrgestell wog 540 kg, das Komplettfahrzeug 1050 kg. Standardmäßig war eine Karosserie als Landaulet, denn das Fahrzeug wurde als Taxi in London eingesetzt. 